# ساموئل هانتر کریستی
ساموئل هانتر کریستی (انگلیسی: Samuel Hunter Christie; ۲۲ مارس ۱۷۸۴ – ۲۴ ژانویهٔ ۱۸۶۵) فیزیک‌دان، ریاضی‌دان و دانشمند اهل پادشاهی متحد بریتانیای کبیر و ایرلند بود.
وی همچنین برندهٔ جوایزی همچون همکار انجمن سلطنتی شده‌است.

## زندگی
وی در رشته ریاضیات در کالج ترینیتی، کمبریج تحصیل کرد. موضوع مورد علاقهٔ او میدان مغناطیسی زمین و پیشرفته‌ترسازی طراحی آهنربا بود. در سال ۱۸۳۳ طی مقاله‌ای طرح اولیه پل ویتستون را ارائه کرد.